# Корнель, Пьер
Пьер Корне́ль (фр. Pierre Corneille; 6 июня 1606, Руан — 1 октября 1684, Париж) — французский поэт и драматург, отец французской трагедии; член Французской академии (с 1647; на кресле № 14). Старший брат драматурга Тома Корнеля.

## Биография
Сын руанского чиновника. Окончил коллеж иезуитов (1622; ныне — лицей имени Корнеля). Лиценциат юриспруденции (1624). На протяжении четырёх лет стажировался в качестве адвоката при Руанском парламенте. В 1628 году получил место прокурора, однако мало интересовался служебной карьерой. До 1635 года занимал различные чиновничьи должности, в 1647 году стал членом Французской академии, в 1662 году переехал в Париж.
К моменту избрания в Академию Корнель был известен как сочинитель «галантных» стихов и комедий «Мелита, или Подмётные письма», «Клитандр, или Освобождённая невинность», трагедии «Медея», трагикомедии «Сид», в центре которых — отношения между личностью и абсолютистским государством, что ознаменовало собою начало театра французского классицизма, где симпатии автора были на стороне власти.
Эти симпатии стали ещё более явными в трагедиях «Гораций», «Цинна, или Милосердие Августа». К началу 1644 года у Корнеля, начиная с трагедий «Родогуна», «Теодора» и «Гибель Помпея», происходит разочарование в абсолютизме, и эти его трагедии получили в литературоведении название «второй манеры», ибо их содержание — это не судьбы нации, а образ монарха-тирана и кипящие вокруг него страсти придворных интриганов и проходимцев.
После избрания его академиком пишет трагедии «Никомед» и «Сурена», свидетельствующие о резком падении его таланта.
Последние годы жизни Корнель провёл очень уединённо и был в крайне стеснённых обстоятельствах. Только благодаря хлопотам его друга Буало, Корнелю была назначена маленькая пенсия. Корнель умер в Париже в полной нищете, и лишь Великая французская революция 1789 года принесла ему посмертную славу.

## Творчество Корнеля
Первой пьесой Корнеля обычно считается комедия «Мелита» (1629), однако в 1946 году была обнаружена анонимная рукопись выдержанной в традициях «Астреи» Оноре д’Юрфе пасторальной пьесы «Алидор, или Безразличный» (написана между 1626 и 1628 годов, опубликована в 2001 году), которую, возможно, следует считать подлинным дебютом драматурга (по другим версиям, её автор — Жан Ротру). За «Мелитой» последовал ряд комедий, которыми Корнель создал себе положение и расположил к себе Армана Ришельё.
С 1635 года Корнель писал трагедии, сначала подражая Сенеке; к числу этих первых, довольно слабых попыток принадлежит «Медея» (1635). Затем, вдохновившись испанским театром, он написал «Комическую иллюзию» (1636) — тяжеловесный фарс, главный герой которого — испанский матадор.
В конце 1636 года появилась другая трагедия Корнеля, составляющая эпоху в истории французского театра: это был «Сид», сразу признанный шедевром; создалась даже поговорка: «прекрасен как Сид» (beau comme le Cid). Париж, а за ним вся Франция продолжали «смотреть на Сида глазами Химены» даже после того, как парижская академия осудила эту трагедию в Sentiments de l’Académie sur le Cid: автор этой критики Шаплен находил выбор сюжета трагедии неудачным, развязку — неудовлетворительной, стиль — лишённым достоинства. При этом никто из критиков не говорил, что Корнель прославил врагов страны. Между тем Сид — испанский герой, а первая постановка состоялась в разгар войны с Испанией (Тридцатилетняя война), в тяжёлое для Франции время военных поражений.
Написанная в Руане трагедия «Гораций» была поставлена в Париже в начале 1640 года, видимо, на сцене Бургундского отеля. Премьера трагедии не стала триумфом драматурга, но от спектакля к спектаклю успех пьесы нарастал. Включённая в репертуар театра «Комеди Франсез», трагедия на этой сцене выдержала количество спектаклей, уступающее лишь «Сиду». В основных ролях пьесы выступали такие прославленные актёры, как мадемуазель Клерон, Рашель, Муне-Сюлли и другие.
Впервые «Гораций» был издан Огюстеном Курбе в январе 1641 года.
К тому же времени относится женитьба Корнеля на Мари де Ламприер (Marie de Lamprière), разгар его светской жизни, постоянные сношения с отелем Рамбулье. В 1647 году Корнель был избран членом французской академии (кресло № 14).
Начиная с 1651 года Корнель увлёкся религиозной поэзией, и напечатал вскоре стихотворный перевод трактата «О подражании Христу» (Imitation de Jésus Christ). Перевод этот имел огромный успех и выдержал за последующие 20 лет 130 изданий. За ним последовали несколько других переводов, панегирики Деве Марии, псалмы и т. д.
Полный список пьес
- «Алидор, или Безразличный» (Alidor ou l’Indifférent) (атрибуция неокончательная) (между 1626 и 1628)
- «Мелита» (Mélite, 1629)
- «Клитандр» (Clitandre, 1631)
- «Вдова» (La Veuve, 1632)
- «Галерея суда» (La Galerie du Palais, 1633)
- «Компаньонка» (La Suivante, 1634)
- «Королевская площадь» (La Place royale, 1634)
- «Медея» (Médée, 1635)
- «Комедия, сыгранная в саду Тюильри» (Comedie de Tuileries, в соавторстве с Г. Кольте, П. Л’Этуалем, Ж. Ротру и Ф. де Буаробером) (1635)
- «Комическая иллюзия» (L’Illusion comique, 1636)
- «Сид» (Le Cid, 1636)
- «Гораций» (Horace, 1640)
- «Цинна» (Cinna, 1641)
- «Полиевкт» (Polyeucte, 1642)
- «Смерть Помпея» (La Mort de Pompée, 1644)
- «Лжец» (Le Menteur, 1644)
- «Родогуна» (Rodogune, 1644)
- «Теодора» (Théodore, 1646)
- «Ираклий» (Héraclius, 1647)
- «Андромеда» (Andromède, 1650)
- «Дон Санчо Арагонский» (Don Sanche d’Aragon, 1650)
- «Никомед» (Nicomède, 1651)
- «Пертарит» (Pertharite, 1652)
- «Эдип» (Œdipe, 1659)
- «Золотое руно» (La Toison d’or, 1660)
- «Серторий» (Sertorius, 1662)
- «Софонисба» (Sophonisbe, 1663)
- «Отон» (Othon, 1664)
- «Агесилай» (Agésilas, 1666)
- «Аттила» (Attila, 1667)
- «Тит и Береника» (Tite et Bérénice, 1670)
- «Психея» (Psyché, в соавторстве с Мольером и Филиппом Кино, 1671)
- «Пульхерия» (Pulchérie, 1672)
- «Сурена» (Suréna, 1674)

## Значение творчества
Значение Корнеля для французского театра заключается прежде всего в создании национальной трагедии. До него театр был ориентирован на подражание латинской драме Сенеки. Талантливые предшественники Корнеля — Александр Арди, Робер Гарнье, Жан Ротру и другие — не сумели сломить рамок условности, превращавшей трагедию в сухую декламацию. Корнелю удалось оживить французскую драму, привив ей испанский элемент движения и эмоций; с другой стороны, он возобновил традиции классической драмы в изображении страстей, глубоко человечных по сути, но стоящих выше обыденной жизни по своей силе.
Про творчество Корнеля и его преемника Расина некоторые критики говорили, что «Корнель рисует людей такими, как они должны были бы быть, а Расин — такими, каковы они в действительности». Корнель изображает идеальное человечество, героев с непреклонной волей в исполнении самого сурового долга, и если это и придает некоторую сухость его трагедиям, то она возмещается жизненностью трагических конфликтов, изображаемых поэтом. Корнель исходит из аристотелевского принципа, что трагедия должна воспроизводить важные события, что в ней должны действовать сильные люди, душевные конфликты которых приводят к роковым последствиям. Но вместе с тем он помнит, что душу зрителя трогают только бедствия, вытекающие из свойственных ему самому страстей.
Эти принципы Корнель излагает в своих теоретических рассуждениях, то есть в предисловиях к трагедиям и в «Discours sur le poème dramatique», и воплощает в лучших своих трагедиях. Все они проникнуты вечной борьбой долга и чувства, любовь противопоставляется долгу по отношению к родителям, патриотизм — семейным привязанностям, великодушие — внушениям государственной политики, преданность религиозной идее — увлечениям личного чувства и т. д. Только в «Сиде» победа остается на стороне любви, вносящей гармонию в разъединённые долгом души.
В «Горации» первенствующее значение и окончательная победа принадлежат патриотизму; Корнель достигает высшего пафоса в изображении римского гражданина, старика Горация, предпочитающего смерть сына его позору, ставящего государство выше семьи.
В «Полиевкте» замечательна трагическая фигура мученика, внезапно осенённого благодатью веры и находящего в ней силу стать выше земных привязанностей.
Могучий стих Корнеля по пластичности, выразительности и силе исключителен для своего времени. Умение заключить в одной фразе сущность личности составляет характерную черту Корнеля. Знаменитое «Пусть бы умер!» (Qu’il mourût!) старика Горация, в ответ на вопрос, что мог сделать его сын, оказавшийся лицом к лицу с тремя противниками; яркий контраст между словами Горация: Albe vous a nommé — je ne vous connais plus и ответом Куриация: je vous connais encore — всё это и многое другое вызывало восхищение современников.
Корнель стал персонажем пьесы Александра Дюма-отца «Христина» (1830).

## Переводчики Корнеля
Пьесы Корнеля на русский язык переводили:
- Я. Б. Княжнин: «Сид» (СПб., 1779); «Смерть Помпея» (СПб., 1779); «Цинна или Августово милосердие» (СПб., 1779); «Родогуна» (М., 1788);
- П. А. Катенин: «Сид» (СПб., 1822). Об этом переводе упоминает Пушкин в первой главе «Евгения Онегина»: «Там наш Катенин воскресил// Корнеля гений величавый» (строфа XVIII).
- Е. Барышев: «Сид» (СПб., 1881) и «Родогонда» (СПб., 1881).
- Михаил Лозинский: новый перевод «Сида» (1938);
- Вс. Рождественский;
- Т. Гнедич;
- Ю. Корнеев;
- М. Кудинов;
- Александр Кочетков.

Наиболее полное собрание пьес Корнеля на русском языке было опубликовано издательством «Искусство», куда вошли: «Компаньонка», «Королевская площадь», «Иллюзия», «Сид», «Гораций», «Цинна», «Полиевкт», «Помпей», «Лжец», «Родогуна», «Ираклий», «Дон Санчо Арагонский», «Никомед», «Серторий» и «Сурена».